# دين ريتشموند
دين ريتشموند (بالإنجليزية: Dean Richmond)‏ هو شخصية أعمال وسياسي أمريكي، ولد في 31 مارس 1804 في بارنارد في الولايات المتحدة، وتوفي في 27 أغسطس 1866 في نيويورك في الولايات المتحدة. حزبياً، نشط في الحزب الديمقراطي.